# 川崎町 (福岡県)
川崎町（かわさきまち）は、福岡県の中央部に位置する町。田川郡に属しており、筑豊地域（都市計画の圏域では筑豊都市圏）を構成する自治体の一つである。

## 地理
- 山: 熊ヶ畑山

## 歴史

### 近現代
- 1887年（明治10年） 
  - 東川崎村、西川崎村が合併し、川崎村となる。
  - 安宅村、黒木村、木成村、荒平村、上真崎村、下真崎村が合併し、安真木村となる。
- 1889年（明治12年）4月1日
  - 川崎村、田原村、池尻村が合併し、川崎村が成立。
  - 安真木村は一村で単独村政。
- 1937年（昭和12年）4月1日 川崎村と安真木村が合併、川崎村となる。
- 1938年（昭和13年）8月15日　町制施行。
- 1960年（昭和35年）9月20日 - 集中豪雨により中元寺川の堤防が決壊。上尊鉱業豊洲炭鉱の坑内に河川水が流入して67人が死亡[3]。

### 歴代町長
- 手嶋秀昭（2007年5月1日－2011年4月30日）1期（※2015年4月、町長選挙で返り咲き）
- 小田幸男（2011年5月1日－2015年4月30日）1期
  - 小田は町発注の公共工事で事前に指名業者に関する情報を建設業者に漏らすなどしたとして、2014年7月19日に官製談合防止法違反及び競売入札妨害容疑で福岡県警察に逮捕された[4]。さらに小田は、談合を教唆した上で業者を選定し、その見返りに業者から現金を受け取ったとして、同年9月16日に加重収賄容疑で再逮捕された[5]。
- 手嶋秀昭（2015年5月1日－2019年4月30日）1期（通算2期）

## 行政

### 町長
- 原口正弘（1期目）
- 任期：2023年4月30日

### 町議会
- 定数：16人
- 任期：2023年4月30日

### 消防
- 田川地区消防本部（田川市）
  - 川崎分署

### 警察
- 福岡県警察田川警察署（田川市）
  - 川崎警部交番

## 経済
- 平成20年度から「かがやけ川崎応援基金」が創設された。募集対象は町民だけでなく全国も含まれる。平成22年度には、この基金によって保健師訪問用車が導入され、活用中である。

### 産業
- 他の筑豊の市町村と同様、かつては炭鉱が町の経済を支えた町であった。だが、現在ではすべて閉山しており、跡地を工業団地として再利用することで再生を図っている。
- 1970年までは地名を冠した川崎信用金庫（神奈川県を拠点とする川崎信用金庫とは別の法人）が存在していたが、不正融資の表面化など[6]を契機に倒産している。

## 地域

### 人口
| |                                        |  |
| 川崎町と全国の年齢別人口分布（2005年） | 川崎町の年齢・男女別人口分布（2005年） |  |
| ■紫色 ― 川崎町 ■緑色 ― 日本全国 | ■青色 ― 男性 ■赤色 ― 女性              |  |
| 川崎町（に相当する地域）の人口の推移 \| 1970年（昭和45年） \| 23,190人 \| \| \| 1975年（昭和50年） \| 22,508人 \| \| \| 1980年（昭和55年） \| 22,872人 \| \| \| 1985年（昭和60年） \| 22,746人 \| \| \| 1990年（平成2年） \| 22,046人 \| \| \| 1995年（平成7年） \| 21,276人 \| \| \| 2000年（平成12年） \| 20,190人 \| \| \| 2005年（平成17年） \| 20,115人 \| \| \| 2010年（平成22年） \| 18,264人 \| \| \| 2015年（平成27年） \| 16,789人 \| \| \| 2020年（令和2年） \| 15,176人 \| \| |                                        |  |
| 総務省統計局 国勢調査より |                                        |  |
| 1970年（昭和45年） | 23,190人                               |  |
| 1975年（昭和50年） | 22,508人                               |  |
| 1980年（昭和55年） | 22,872人                               |  |
| 1985年（昭和60年） | 22,746人                               |  |
| 1990年（平成2年） | 22,046人                               |  |
| 1995年（平成7年） | 21,276人                               |  |
| 2000年（平成12年） | 20,190人                               |  |
| 2005年（平成17年） | 20,115人                               |  |
| 2010年（平成22年） | 18,264人                               |  |
| 2015年（平成27年） | 16,789人                               |  |
| 2020年（令和2年） | 15,176人                               |  |

### 教育

#### 小学校
川崎町立
- 川崎小学校
- 川崎東小学校
- 池尻小学校
- 真崎小学校
- 大峰小学校・・・平成18年3月末日で閉校。川崎東小学校に統合される。跡地は「大峰ふれあいセンター」になっており、その一角に2015年（平成27年）に「川崎町歴史民俗資料室」が開設された[7]。
- 安宅小学校・・・平成18年3月末日で閉校。真崎小学校に統合される。

#### 中学校
- 川崎町立川崎中学校

2019年度までは町内に川崎中学校・鷹峰中学校・池尻中学校の3校があったが、2020年よりすべて川崎中学校に統合され、町内全域が川崎中学校の校区となった。

#### 高等学校
- 明蓬館高等学校

#### 特別支援学校
- 川崎養護学校

### 地名
- 安真木(あまぎ)
  - 安宅(あたか)、荒平(あらひら)、内木城(うちきしろ)、上真崎(かみまさき)、小峠(ことうげ)、下真崎(しもまさき)、十郎口(じゆうろうぐち)、外木城(そときしろ)、田代谷(たしろだに)、大ケ原(だいがはら)、戸頃(ところ)、長野(ながの)、不動(ふどう)
- 池尻(いけじり)
  - 岩鼻(いわはな)、大谷(おおたに)、大海(おおみ)、上原(かんばる)、小倉畔(こくらのて)、三ケ瀬(さんがせ)、式部(しきぶ)、手ノ浦(てのうら)、豊州(ほうしゆう)、森安(もりやす)
- 川崎(かわさき)
  - 浦ノ谷(うらのたに)、大島(おおしま)、太田(おおた)、大峰(おおみね)、奥谷(おくたに)、上豊州(かみほうしゆう)、櫛毛(くしげ)、向陽台(こうようだい)、島廻(しまめぐり)、鷹の巣(たかのす)、高見(たかみ)、大ケ原(だいがはら)、東陽(とうよう)、飛渡(とびわたり)、永井(ながい)、東川崎(ひがしかわさき)、古屋敷(ふるやしき)、本町(ほんまち)、丸山(まるやま)、山下通り(やましたどうり)、吉原(よしはら)、米田(よねだ)
- 田原(たばら)
  - 中田原(なかたばら)、西田原(にしたばら)、東田原(ひがしたばら)

## 交通

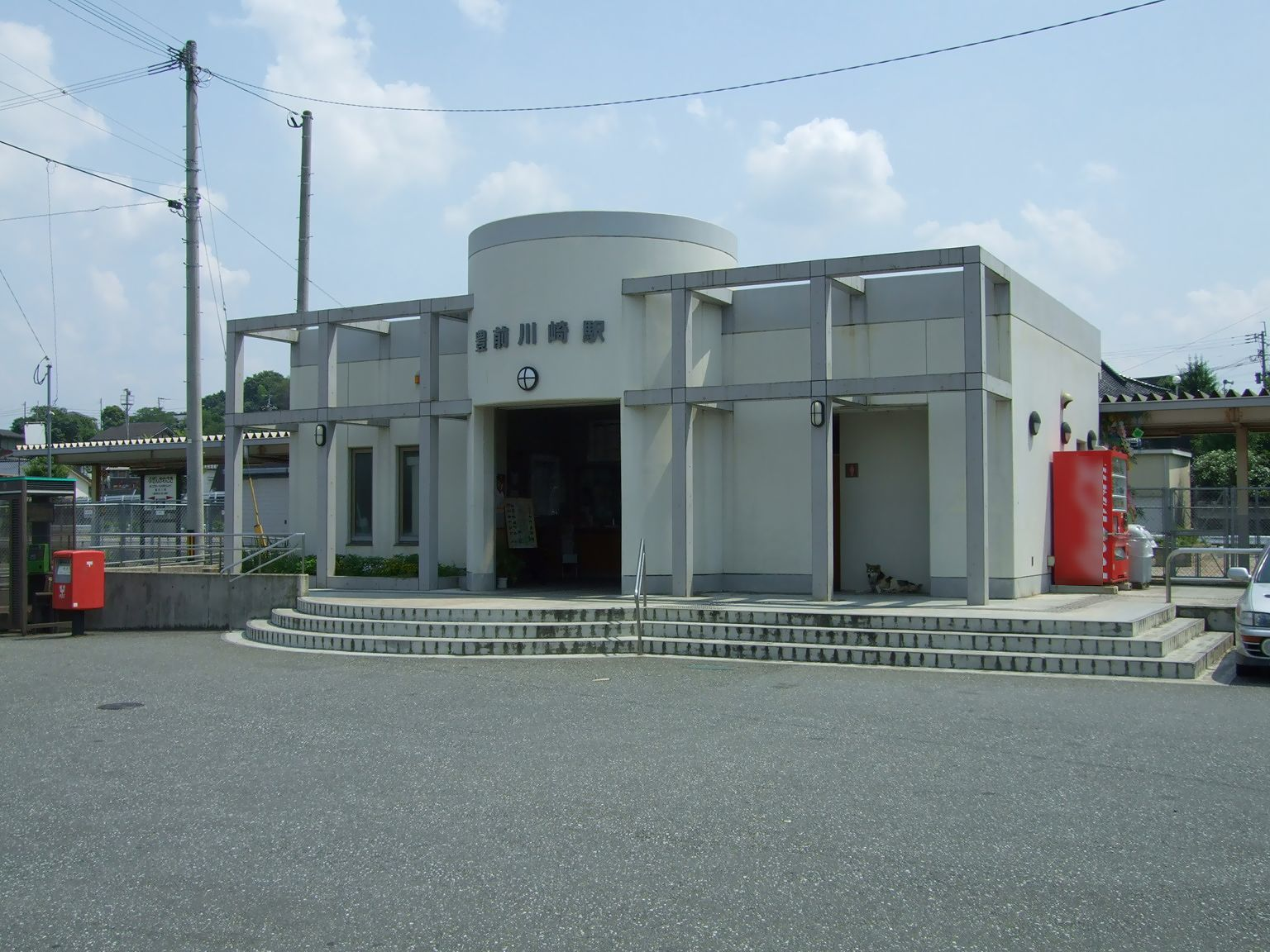
豊前川崎駅

空港はなし。
最寄り空港は福岡空港・北九州空港。

### 鉄道路線
- 九州旅客鉄道（JR九州）
  - 日田彦山線
    - 池尻駅 - 豊前川崎駅

中心駅は豊前川崎駅。

### バス
- 西鉄バス筑豊 - 西鉄バスグループ。日田彦山線沿いの川崎町北部の中心市街地を通り田川市と添田町を結ぶ1路線のみ現存。町中央部や南部への路線はすべて廃止された。
  - 10：西鉄後藤寺営業所 - 後藤寺 - 川崎町役場 - 川崎本町口 - 添田駅 - 伊原 - めんべい添田町工場
- ふれあいバス - 町が運営するコミュニティバス。西鉄バス路線の代替などを目的として町内各地で運行されている。

### 道路

#### 高速道路
町内にも近隣市町村にも全く通っていない。町に近いインターチェンジは以下の通り。
E3 九州自動車道
- (3) 小倉南インターチェンジ
- (4) 八幡インターチェンジ

E10 東九州自動車道
- (2) 行橋インターチェンジ
- (2-1) 今川スマートインターチェンジ
- (3) みやこ豊津インターチェンジ

#### 一般国道
- 国道322号

#### 県道
主要地方道
- 福岡県道67号田川桑野線
- 福岡県道95号添田赤池線

## 名所・旧跡・観光スポット・祭事・催事
- 魚楽園
- 杖楽

2015年には、川崎町の観光スポットについてまとめた「ふるさと知・好・楽」が全国の書店で発売された。そこには、魚楽園はもちろんのこと、「地産地消」をモットーとし、地元で作られた野菜を使用している、バイキング形式のレストラン「穀・極」についても書かれている。

## 川崎町に本社を置く主な企業
- マルボシ酢株式会社

## 主な著名人
★は故人
- 東條かつ子 (太平洋戦争開戦時の首相・東條英機の妻) ★
- 上田清次郎 (炭鉱経営者) ★
- 赤坂小梅 (芸者歌手) ★
- 芝竹夫（教育者、社会運動家）★
- 坂本博之（ボクサー）
- 樋口太陽（実業家、音楽プロデューサー）
- 田中智大（サッカー選手）
- 山下敬大（サッカー選手）